# Kinh doanh điện tử
Kinh doanh điện tử, hay còn gọi là "eBusiness" hoặc "e-business" (viết tắt từ chữ Electronic business), hay Kinh doanh trên Internet, có thể được định nghĩa như là một ứng dụng thông tin và công nghệ liên lạc (ITC) trong sự hỗ trợ của tất cả các hoạt động kinh doanh.
Thương mại  hình thành sự trao đổi sản phẩm và các dịch vụ giữa các doanh nghiệp, nhóm và cá nhân và có thể được hình dung như là một trong những hoạt động quan trọng trong bất cứ doanh nghiệp nào. Thương mại điện tử tập trung vào việc sử dụng ITC để mở các hoạt động bên ngoài và mối quan hệ của thương mại với các cá nhân, nhóm và các doanh nghiệp khác.
Thuật ngữ "Kinh doanh điện tử" (e-business) được đặt lần đầu bởi nhóm tiếp thị Internet của tập đoàn IBM năm 1996.
Các phương thức kinh doanh điện tử cho phép các công ty liên kết các hệ thống xử lý dữ liệu bên trong và bên ngoài một cách hiệu quả và mềm dẻo, để hoạt động gần gũi hơn với nhà cung cấp và đối tác, và để làm thỏa mãn hơn nhu cầu và mong đợi của khách hàng công ty.
Trong thực tế, kinh doanh điện tử rộng lớn hơn thương mại điện tử. Trong khi kinh doanh điện tử ám chỉ đến việc tập trung các chiến lược với sự nhấn mạnh các chức năng xảy ra trong việc dùng các khả năng điện tử, thương mại điện tử là một tập con (phần) của toàn bộ tổng thể chiến lược kinh doanh điện tử. Thương mại điện tử tìm kiếm các dòng lợi nhuận thông qua World Wide Web hay Internet để xây dựng và nâng cao các mối quan hệ với khách hàng và đối tác và để phát triển tính hiệu quả của việc sử dụng các chiến lược Empty Vessel. Thông thường, thương mại điện tử liên quan đến các hệ thống ứng dụng quản lý tri thức.
Kinh doanh điện tử liên quan đến các quá trình doanh nghiệp trong toàn bộ chuỗi dây chuyền giá trị: mua bán điện tử, quản lý dây chuyền cung ứng, quá trình đặt hàng điện tử, quản lý dịch vụ khách hàng, và cộng tác với đối tác thương mại. Các chuẩn kỹ thuật áp dụng cho kinh doanh điện tử tạo điều kiện thuận lợi cho việc trao đổi dữ liệu giữa các công ty. Các giải pháp phần mềm kinh doanh điện tử cho phép tích hợp các quy trình kinh doanh liên hoàn nội bộ. Kinh doanh điện tử có thể được tiến hành bằng cách dùng World Wide Web, Internet, mạng nội bộ, extranet và một số cách kết hợp các hình thức này.
Về cơ bản, thương mại điện tử (EC) là quá trình mua bán, chuyển nhượng, trao đổi hàng hóa, dịch vụ và/hoặc thông tin thông qua mạng máy tính, bao gồm Internet. Thương mại điện tử  cũng có thể có lợi ích từ nhiều khía cạnh bao gồm quá trình kinh doanh, dịch vụ, học tập, cộng tác và cộng đồng. Thương mại điện tử hay bị nhầm lẫn với kinh doanh điện tử (e-business).

## Các phân nhóm
Các ứng dụng có thể chia thành các danh mục:
1. Hệ thống kinh doanh nội bộ:
  - Quản lý quan hệ khách hàng
  - Hoạch định tài nguyên doanh nghiệp
  - Hệ thống quản lý tài liệu
  - Quản lý nguồn nhân lực
2. Doanh nghiệp thông tin liên lạc và hợp tác:
  - VoIP
  - Hệ thống quản lý nội dung
  - E-mail
  - Voice Mail
  - Hội thảo Web
  - Luồng công việc kỹ thuật số (or Quản lý quá trình thương mại)
3. Thương mại điện tử - Doanh nghiệp với Doanh nghiệp (B2B) hay Doanh nghiệp với Khách hàng (B2C):
  - Cửa hiệu Internet
  - Quản lý dây chuyền cung ứng
  - Tiếp thị trực tuyến
  - Tiếp thị offline

## Các mô hình

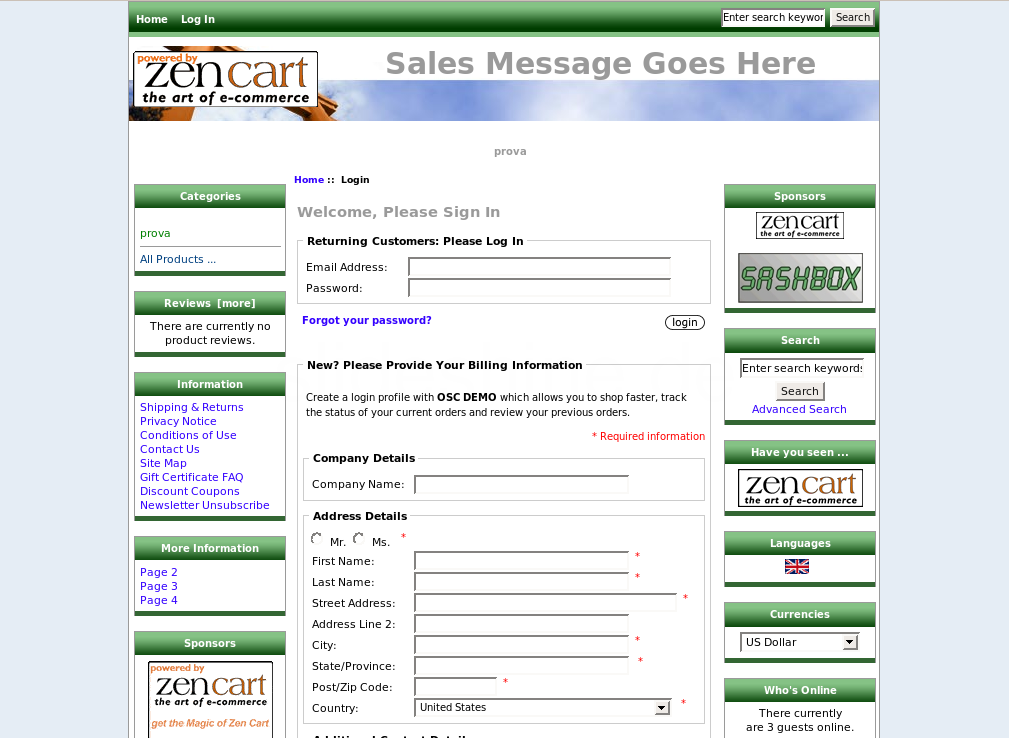
Giao diện đăng ký tài khoản màn hình mã nguồn mở Zen cart cung cấp ứng dụng cửa hiệu trực tuyến.

Khi các tổ chức tham gia mạng Internet, các công ty phải quyết định mô hình kinh doanh điện tử nào phù hợp với mục đích của mình. Một mô hình kinh doanh được định nghĩa như sản phẩm của tổ chức, dịch vụ (kinh tế) và các luồng thông tin, và nguồn lợi nhuận và các lợi ích cho nhà cung cấp và người tiêu dùng. Khái niệm của mô hình kinh doanh điện tử giống như vậy như sử dụng trực tuyến. Danh sách sau là các mô hình kinh doanh điện tử hiện tại được thông qua:
- Cửa hiệu trực tuyến (cửa hàng trực tuyến)
- Thương mại điện tử
- Mua sắm trực tuyến
- Trung tâm thương mại điện tử
- Đấu giá ngược (Đấu giá trực tuyến)
- Cộng đồng ảo
- Nền tảng hợp tác
- Thị trường Amazon
- Chuỗi giá trị tích hợp
- Chuỗi giá trị ảo
- Thông tin môi giới
- Viễn thông
- Quan hệ khách hàng

### Phân loại theo nhà cung cấp và người tiêu dùng
Việc phân chia thành nhà cung cấp/nhà sản xuất và người tiêu dùng/khách hàng được liệt kê trong e-businesses theo các danh mục:
- Doanh nghiệp với Doanh nghiệp (B2B)
- Doanh nghiệp với Khách hàng (B2C)
- Doanh nghiệp với Nhân viên (B2E)
- Doanh nghiệp với Chính phủ (B2G)
- Chính phủ với Doanh nghiệp (G2B)
- Chính phủ với Chính phủ (G2G)
- Chính phủ với Công dân (G2C)
- Khách hàng với Khách hàng (C2C)
- Khách hàng với Doanh nghiệp (C2B)
- Khách hàng với chính phủ (C2G)
- online-to-offline (O2O)

## An toàn trong kinh doanh điện tử
Các hệ thống kinh doanh điện tử có nhiều mối lo ngại về bảo mật hơn các hệ thống kinh doanh truyền thống, vì vậy các hệ thống này cần được bảo vệ đầy đủ trước các nguy cơ bị tấn công. Có một lượng lớn khách hàng truy cập hệ thống kinh doanh điện tử hơn hệ thống thương mại truyền thống. Người tiêu dùng, nhà cung cấp, và nhiều người khác sử dụng bất kỳ hệ thống kinh doanh điện tử một cách thường xuyên và mong đợi thông tin quan trọng sẽ được bảo mật. Các hacker là một trong những mối lo về bảo mật của kinh doanh điện tử. Các vấn đề liên quan đến bảo mật nói chung trong kinh doanh điện tử bao gồm lưu trữ thông tin riêng và quan trọng của doanh nghiệp và khách hàng, dữ liệu chứng thực, toàn vẹn dữ liệu. Một số phương pháp bảo mật bao gồm: bảo mật vật lý, lưu trữ dữ liệu, truyền dữ liệu, phần mềm diệt virus, tường lửa và một vài loại mã hóa thông tin.

### Các cách bảo mật trong kinh doanh điện tử

#### Tính riêng tư và bảo mật

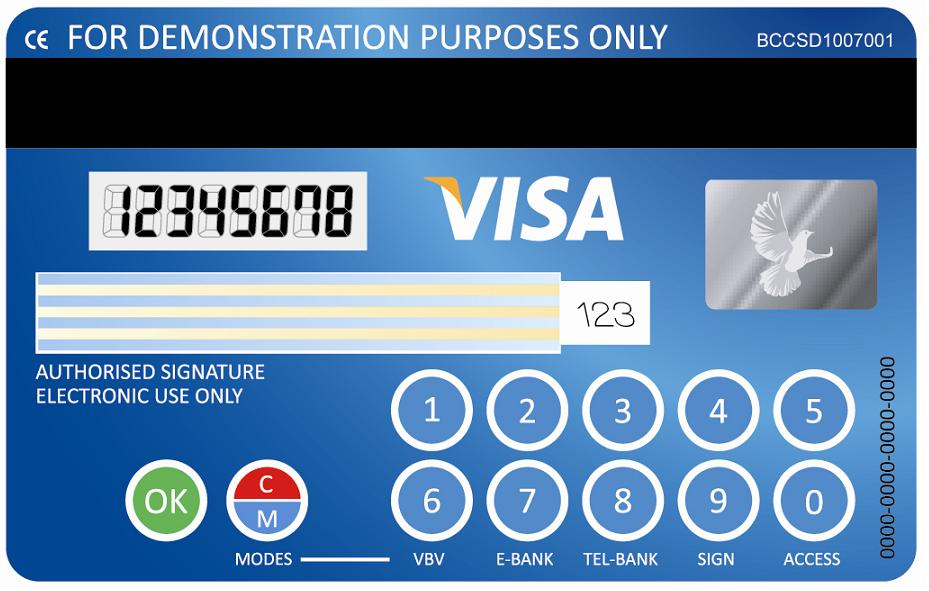
Thẻ Visa với số PIN giao dịch là "123". Số PIN cần phải được người dùng bảo mật cẩn thận và không được cho ai biết để đảm bảo giao dịch điện tử an toàn.

Tính riêng tư và bảo mật là phương cách mà các doanh nghiệp chuyển giao thông tin cá nhân cho các doanh nghiệp, cá nhân khác. Với bất kỳ doanh nghiệp nào, những thông tin riêng tư phải được đảm bảo lưu giữ an toàn và chỉ có thể truy cập bởi người có thẩm quyền. Tuy nhiên, điều này đặc biệt trở nên khó khăn khi giao dịch với doanh nghiệp điện tử. Bảo mật thông tin như vậy có nghĩa là bảo vệ an toàn bất kỳ hồ sơ điện tử và các tập tin tránh khỏi các truy cập trái phép, cũng như đảm bảo an toàn trong việc truyền tải và lưu trữ dữ liệu thông tin. Các công cụ như là mã hóa và tường lửa có thể giúp đáp ứng yêu cầu này trong kinh doanh điện tử.

#### Tính xác thực
Giao dịch điện tử đặt ra những thách thức lớn cho việc thiết lập tính xác thực, bởi vì những thông tin điện tử có thể dễ dàng thay đổi và sao chép. Trong một giao dịch kinh doanh điện tử, cả hai bên đều muốn có sự đảm bảo rằng bên kia chính là những người mà họ muốn gặp (hoặc là đúng với danh xưng bên kia tự nhận), đặc biệt là khi một khách hàng đặt một đơn đặt hàng và sau đó  thanh toán qua phương cách điện tử.  Một cách phổ biến để đảm bảo điều này là giới hạn sự truy cập vào một mạng lưới hay khu vực tin cậy bằng cách sử dụng công nghệ mạng riêng ảo (VPN).  Sự thiết lập tính xác thực này sẽ càng an toàn hơn, khi sử dụng một kết hợp những kỹ thuật, như là những kỹ thuật liên kết với việc kiểm tra "một cái gì đó mà bạn biết" (nghĩa là mật khẩu hoặc số PIN), "cái gì đó bạn có" (tức là thẻ tín dụng), hoặc ""một cái gì chứng minh bạn" (tức là chữ ký kỹ thuật số hoặc các phương pháp nhận dạng giọng nói). Tuy nhiên, trong kinh doanh điện tử,  "một cái gì chứng minh bạn" cũng có thể kiểm tra và xác nhận mạnh mẽ qua việc kiểm tra "một cái gì đó bạn có" của người mua (tức là thẻ tín dụng) và "một cái gì đó mà bạn biết" (tức là số thẻ).

#### Tính toàn vẹn dữ liệu
Tính toàn vẹn dữ liệu dùng để trả lời câu hỏi "Thông tin có thể bị thay đổi hay mất đi hay không?" Điều này dẫn đến việc phải bảo đảm thông nhận được giống hệt thông tin đã gửi. Một doanh nghiệp cần phải tự tin rằng dữ liệu không thay đổi trong quá trình chuyển đi, cho dù cố ý hoặc do tai nạn. Để giúp tính toàn vẹn dữ liệu đảm bảo, tường lửa bảo vệ dữ liệu được lưu trữ nhằm ngăn cản sự truy cập trái phép, trong khi chỉ đơn giản là sao lưu dữ liệu và cho phép phục hồi dữ liệu khi cần thiết hoặc khi các thiết bị hư hỏng.

#### Tính không phủ nhận
Điều này liên quan đến sự tồn tại bằng chứng trong một giao dịch. Một doanh nghiệp phải nhận được bảo đảm là người nhận hay người mua không thể chối hoặc phủ nhận là một giao dịch đã được thực hiện, điều này có nghĩa là phải có các bằng chứng đầy đủ để chứng minh giao dịch đã hoàn chỉnh. Một cách để giải quyết vấn đề không thể phủ nhận (chối) này là chữ ký điện tử. Một giao dịch với chữ ký điện tử của người nhận, có thể coi như một món hàng gửi bảo đảm, chắc chắn tin nhắn hoặc văn bản, tài liệu đã đến tay và được ký nhận bởi một ai đó, và từ khi  một chữ ký điện tử chỉ được tạo ra bởi một cá nhân nhất định, cho nên người đó sẽ không thể phủ nhận  rằng họ đã ký và nhận hàng.

#### Kiểm soát truy cập

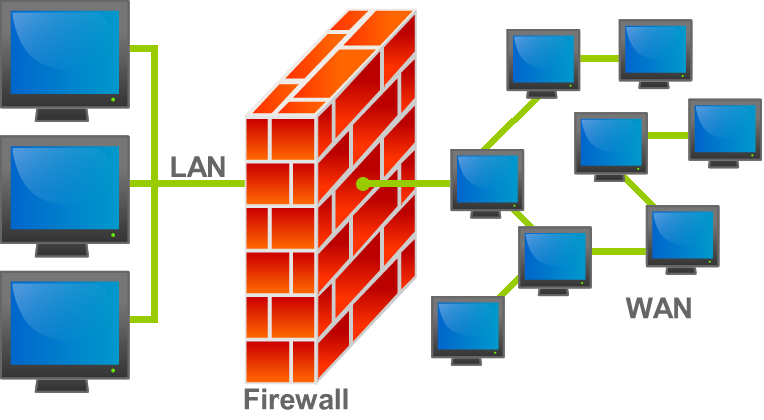
Mô phỏng tường lửa bảo vệ hệ thống mạng nội bộ. (LAN)

Khi một tài nguyên điện tử và thông tin bị giới hạn chỉ dành cho một số cá nhân được ủy quyền, một doanh nghiệp và khách hàng của mình có thể phải đảm bảo rằng không ai khác có thể truy cập hệ thống hay thông tin. Có nhiều kỹ thuật liên quan dến việc đảm bảo này bao gồm: tường lửa, truy cập đặc quyền, nhận dạng người dùng và các kỹ thuật chứng thực (như mật khẩu và chứng chỉ kỹ thuật số), Mạng riêng ảo (VPN) và nhiều kỹ thuật khác.

#### Tính sẵn sàng
Điều này liên quan đến việc luôn sẵn sàng cung cấp thông tin thích hợp cho khách hàng khi họ cần. Các thông điệp cần được chuyển một cách xác thực và kịp thời, và thông tin cần được lưu trữ và có thể truy cập khi cần thiết. Bởi vì tính sẵn sàng của dịch vụ là quan trọng với các website kinh doanh điện tử, các biện pháp phải được tiến hành để ngăn chặn sự gián đoạn dịch vụ, chẳng hạn như khi bị cúp điện và hư hỏng thiết bị vật lý. Ví dụ, các biện pháp để giải quyết vấn đề này bao gồm sao lưu dữ liệu, hệ thống phòng cháy, hệ thống nguồn cung cấp điện không bị gián đoạn (UPS), bảo vệ chống virus, cũng như đảm bảo rằng có đủ năng lực để xử lý các yêu cầu đặt ra khi mạng lưới bị quá tải 

### Các biện pháp an ninh phổ biến cho hệ thống Kinh doanh điện tử
Rất nhiều hình thức khác nhau để bảo vệ an toàn cho các doanh nghiệp điện tử. Một số hướng dẫn an toàn nói chung bao gồm cả các khu vực bảo mật (thiết bị) vật lý, lưu trữ dữ liệu, truyền dữ liệu, phát triển ứng dụng, và quản trị hệ thống.

#### An toàn mang tính vật lý
Mặc dù kinh doanh điện tử được thực hiện trực tuyến, nhưng vẫn có một số biện pháp an ninh mang tính vật lý mà có thể bảo đảm an toàn cho tổng thể. Các khu vực đặt máy chủ và máy tính cá nhân trong công ty phải được bảo vệ và giới hạn tiếp cận với nhân viên và các đối tượng không có phận sự.
Ví dụ, phòng máy chủ chỉ dành cho các cá nhân có thẩm quyền được phép ra vào, và chắc chắn rằng các phần xung quanh phòng (trần, cửa sổ, ống dẫn khí, sàn nhà..) đảm bảo không ai có thể dễ dàng xâm nhập được.  Tốt nhất là các thiết bị quan trọng nên giữ trong phòng kín (không có cửa sổ) và có điều hòa không khí.
Bảo vệ chống lại các tai nạn của thiên nhiên cũng không kém phần quan trọng trong việc bảo mật vật lý cũng như bảo vệ chống lại người sử dụng trái phép. Ví dụ phòng phải chống được lũ lụt bằng cách đặt các thiết bị lên trên cao so với mặt sàn. Hơn nữa, trong phòng cần phải có thiết bị phòng cháy chữa cháy. Các tổ chức, công ty, doanh nghiệp cần phải có một kế hoạch sẵn sàng  chữa cháy, trong trường hợp việc này xảy ra.
Ngoài việc giữ cho các máy chủ và máy tính an toàn, việc an ninh vật lý của các thông tin nhạy cảm cũng quan trọng. Điều này bao gồm các thông tin khách hàng như: số thẻ tín dụng, chi phiếu, số điện thoại, các thông tin riêng tư của tổ chức, doanh nghiệp nào đó và nhiều thông tin quan trọng khác. Một biện pháp an ninh khác là lưu giữ bản sao lưu vật lý hay điện tử của các dữ liệu trong ngăn kéo hoặc tủ khóa kỹ. Cửa ra vào và cửa sổ dẫn đến khu vực này phải nên khóa an toàn. Nhân viên nào cần sử dụng thông tin này như là một phần công việc, sẽ được cấp mật mã khóa.
Thông tin quan trọng có thể được giữ an toàn bằng cách sao lưu dữ liệu của các tập tin và cập nhật thường xuyên. Cách tốt nhất là giữ các bản sao lưu ở một vị trí an toàn riêng biệt khác để đề phòng trường hợp xảy ra thảm họa tự nhiên hoặc vi phạm an ninh tại trụ sở chính.
"Một trang web dự phòng" (Failover) nên được xây dựng trong trường hợp có một vấn đề với trang web chính. Trang web này nên xây dựng có kiến trúc giống hệ thống trang chính về phần cứng, phần mềm, và các tính năng bảo mật. Khu vực dự phòng được sử dụng để thay thế khu vực chính trong trường hợp hỏa hoạn hoặc thiên tai. Việc kiểm tra "trang web hay khu vực dự phòng" cũng rất quan trọng để đảm bảo sự hoạt động hữu hiệu khi có nhu cầu.
Hệ thống an ninh hiện đại, như tại trụ sở chính của công ty Tidepoint, có thể bao gồm kiểm soát ra vào, hệ thống báo động, và truyền hình mạch kín (closed-circuit television). Một dạng kiểm soát ra vào đó là hệ thống nhận dạng khuôn mặt (hoặc tính năng khác như vân tay, bàn tay,...). Điều này cho phép đúng nhân viên của công ty được phép vào, và mang tính thuận tiện cho nhân viên khi không cần mang theo chìa khóa hoặc thẻ nhận dạng. Hệ thống máy quay phim (camera) phải nên được đặt khắp tòa nhà và tất cả các lối ra vào. Hệ thống báo động cũng được xem là một biện pháp bảo vệ chống trộm cắp.

#### Lưu trữ dữ liệu

Mô hình cấu trúc lưu trữ dữ liệu.

Lưu trữ dữ liệu là một khía cạnh rất quan trọng trong tất cả doanh nghiệp, đặc biệt là với kinh doanh điện tử, nơi chứa nhiều dữ liệu được lưu trữ theo phương thức điện tử. Dữ liệu được bảo mật không nên lưu trữ tại máy chủ kinh doanh điện tử mà phải chuyển đến một máy tính vật lý khác. Nếu có thể, máy tính không được kết nối trực tiếp với Internet và cũng cần lưu trữ tại ví trí an toàn. Thông tin lưu trữ phải có định dạng mã hóa.
Nếu có thể thì bất kỳ thông tin mang tính "nhạy cảm" không nên lưu trữ. Nếu bắt buộc phải làm vậy, dữ liệu chỉ nên lưu tại một vài máy tính mà ít người truy cập. Phải có sự đo lường các biện pháp an ninh để bảo vệ thông tin (như khóa riêng). Thêm nữa, thông tin chỉ nên lưu trữ trong khoảng thời gian ngắn, nếu không cần thông tin đó nữa thì phải xóa ngay để tránh rơi vào tay kẻ xấu. Tương tự, việc lưu trữ phòng hờ và sao lưu dữ liệu phải giữ cẩn thận với các biện pháp an ninh. Nếu không còn dùng các bản backup nữa thì cần phải xóa ngay.

#### Trao đổi dữ liệu và phát triển ứng dụng
Tất cả thông tin nhạy cảm được truyền tải cần phải mã hóa. Các doanh nghiệp có thể từ chối khách hàng không chấp nhận mức mã hóa này. Các thông tin quan trọng và nhạy cảm không nên gửi qua e-mail. Nếu thật sự muốn gửi thì nên mã hóa.
Việc chuyển và hiển thị thông tin bảo mật nên hạn chế mức có thể. Ví dụ, thẻ thông tin thẻ tín dụng của người sử dụng chỉ nên hiện thị vài số đầu tiên như: 3456xxxxxxxxxx để bảo mật thông tin khách hàng và giúp họ biết được thông tin thẻ của mình.
Mã nguồn phải giữ ở nơi bí mật và không nên cho bất kỳ ai xem. Các ứng dụng và thay đổi phải được thử nghiệm trước khi đưa lên mạng Internet để tương thích và tin cậy.

#### Quản trị hệ thống
Bảo mật trên các hệ điều hành mặc định nên được chú ý ngay lập tức. Các bản vá lỗi và nâng cấp phần mềm cần được lưu trữ trong nhật ký. Tất cả các thay đổi cấu hình cần được lưu trữ lại trong nhật ký và cập nhật kịp thời.
Người quản trị hệ thống phải theo dõi các hoạt động đáng ngờ bên trong công việc kinh doanh bằng cách kiểm tra thông tin tập tin nhật ký và nghiên cứu các lỗi đăng nhập không thành công. Họ cũng có thể kiểm toán các hệ thống kinh doanh điện tử để tìm tất cả các lỗ hổng trong các biện pháp an ninh.
Điều quan trọng là lập kế hoạch đảm bảo an ninh không những tại chỗ mà còn thử nghiệm các biện pháp bảo mật để đảm bảo rằng chúng thực sự hoạt động hiệu quả. Với việc sử dụng các kỹ thuật xã hội, những người không liên quan không thể có được thông tin bí mật. Đội ngũ nhân viên phải được đào tạo về nhận thức kỹ thuật xã hội và cách để đối phó với thông tin nhạy cảm.
Kinh doanh điện tử có thể dùng mật khẩu để bảo mật việc đăng nhập vào tài khoản, truy cập thông tin bảo mật của nhân viên và khách hàng. Để thiết lập mật khẩu có độ mạnh cao, mật khẩu phải chứa ký tự, số và ít nhất có chiều dài là 7 đến 8 ký tự. Mật khẩu không nên chứa thông tin cá nhân (ví dụ như tên, ngày sinh). Mật khẩu nên được thay đổi khác nhau thường xuyên. Chỉ có khách hàng mới biết mật khẩu và không lưu trữ mật khẩu lung tung. Người dùng nếu đăng nhập quá số lần cho phép thì tài khoản sẽ bị tự động khóa để tránh trường hợp hacker dùng phần mềm dò tìm mật khẩu.

### Các giải pháp bảo mật
Khi nói tới các giải pháp bảo mật, trong kinh doanh điện tử, có một số mục đích để thực hiện như tính toàn vẹn dữ liệu, chứng thực tốt và sự riêng tư.

#### Tính truy cập và toàn vẹn dữ liệu
Có một vài phương thức để ngăn việc truy cập dữ liệu được lưu trữ trực tuyến. Một cách là dùng phần mềm diệt virus. Đây là cách mà hầu hết mọi người dùng để bảo vệ dữ liệu bất kể loại dữ liệu gì. Kinh doanh điện tử nên áp dụng điều này để chắc rằng thông tin gửi đi và nhận về trong hệ thống là an toàn.
Một cách thứ hai là bảo vệ dữ liệu dùng tường lửa và mạng bảo vệ. Tường lửa dùng để ngăn các truy cập trái phép vào mạng. Tường lửa cũng có khả năng ghi lại nhật ký các thông tin đăng nhập vào mạng và đưa ra cảnh báo. Doanh nghiệp dùng mạng wifi cần phải có nhiều cách bảo vệ khác nhau vì mạng wifi dễ bị truy cập trái phép.
Một các khác là dùng hệ thống dò tìm xâm nhập. Hệ thống cảnh báo nếu phát hiện sự xâm nhập. Công ty có thể đặt "bẫy" hoặc "các điểm nóng" (hot spot) để đánh lừa và có thể biết ai đang cố gắng xâm nhập vào khu vực.

#### Mã hóa

Phương thức mã hóa SHA-1.

Mã hóa, hay thực ra là một phần của mật mã, liên quan đến việc chuyển đổi văn bản hoặc tin nhắn thành một loại mã mà không thể đọc được. Những thông điệp này được giải mã để có thể hiểu hoặc sử dụng cho ai đó. Có một khóa để nhận dạng dữ liệu cho cá nhân hay công ty cụ thể nào đó. Với mã hóa khóa công cộng (chung), có hai khóa được dùng. Một là khóa chung, một là khóa riêng. Khóa chung được dùng cho quá trình mã hóa, khóa riêng dùng cho giải mã. Mức độ mã hóa thực tế có thể được điều chỉnh và cần phải dựa trên các thông tin. Khóa có thể là một chuỗi các ký tự đơn giản ngẫu nhiên hay một sự kết hợp phức tạp các chữ cái. Điều này là tương đối dễ thực hiện vì có phần mềm mà công ty có thể mua.  Một công ty cần phải chắc chắn rằng khóa của họ đã được đăng ký với một chứng chỉ cho phép.

#### Chứng chỉ điện tử
Điểm mấu chốt của chứng chỉ điện tử là việc nhận dạng người chủ sở hữu của một văn bản, tài liệu. Các công ty dùng các chứng chỉ này theo nhiều cách khác nhau. Chứng chỉ điện tử có thể được dùng để thay thế tên đăng nhập và mật khẩu. Mỗi nhân viên có thể được truy cập các tài liệu khi cần thiết cho dù đang ở bất cứ đâu. Chứng chỉ điện tử được mã hóa và chứa một số thông tin phức tạp hơn mã hóa thông thường. Các chứng chỉ này dùng thông tin quan trọng trong mã nguồn để chắc chắn việc chứng thực tài liệu có tính tin cậy cũng như tính toàn vẹn dữ liệu được mã hóa.
Chứng chỉ điện tử không được dùng phổ biến vì đôi khi các chứng chỉ này gây bối rối cho người sử dụng. Các chứng chỉ có thể rắc rối khi dùng các trình duyệt khác nhau, điều đó có nghĩa chúng cần dùng các chứng chỉ khác nhau. Quá trình được tương thích để dễ sử dụng các chứng chỉ này hơn.

#### Chữ ký điện tử
Cách cuối cùng trong việc bảo mật thông tin trực tuyến có thể là dùng chữ ký điện tử. Nếu một văn bản có chữ ký điện tử thì không ai có thể chỉnh sửa thông tin mà không bị phát hiện. Theo cách này, nếu thay đổi nội dung, nó có thể điều chỉnh cho độ tin cậy sau sự thật. Một tin nhắn tóm tắt được dùng cho một tài liệu với một giá trị duy nhất. Giá trị sau đó được mã hóa với khóa riêng của người gửi.